# مهدی گلستانه
مهدی گلستانه (زاده ۱۳۵۸) کارگردان، تهیه‌کننده، سینما فارغ‌التحصیل ادبیات نمایشی از دانشکده هنر و معماری اهل ایران است. وی فعالیت خود را از ۲۰ سالگی با دستیاری کارگردان در کیف انگلیسی آغاز کرد و سال ۱۳۸۶ اولین فیلم بلندش را به نام بگو که رؤیا نیست را ساخته‌است (تله فیلم).

## فعالیت
| سال تولید | عنوان فیلم (سریال)           | تهیه‌کننده | کارگردان | دستیار کارگردان - برنامه‌ریز | سرمایه‌گذار |
| ۱۳۹۷      | رقص روی شیشه                 |           | آری      |                             | آری        |
| ۱۳۹۵      | عاشقانه                      | آری       |          |                             |            |
| ۱۳۹۴      | نقطه کور                     | آری       | آری      |                             |            |
| ۱۳۹۲      | نازنین                       |           | آری      |                             |            |
| ۱۳۹۲      | اینجا آسمان همیشه بارانی است |           | آری      |                             |            |
| ۱۳۸۹      | دردسر بزرگ                   |           | آری      |                             |            |
| ۱۳۸۸      | فاکتور هشت                   |           |          | آری                         |            |
| ۱۳۸۷      | بگو که رؤیا نیست             |           | آری      |                             |            |
| ۱۳۸۶      | دلشوره                       |           |          | آری                         |            |
| ۱۳۸۶      | اغما                         |           |          | آری                         |            |
| ۱۳۸۲      | شیخ بهایی                    |           |          | آری                         |            |
| ۱۳۸۱      | زهر عسل                      |           |          | آری                         |            |
| ۱۳۷۸      | کیف انگلیسی                  |           |          | آری                         |            |
| --------- | ---------------------------- | --------- | -------- | --------------------------- | ---------- |

## جوایز و نامزدی‌ها[۲][۳]
| سال  | جایزه                    | بخش                           | نامزد    | نتیجه    |
| ---- | ------------------------ | ----------------------------- | -------- | -------- |
| ۱۳۹۴ | دوره ۳۴ جشنواره فیلم فجر | سودای سیمرغ                   | نقطه کور | حضور     |
| ۱۳۹۶ | دوره ۱۷ جشن حافظ         | تندیس بهترین مجموعه تلویزیونی | عاشقانه  | نامزدشده |